# Бонні Блер
Бонні Блер  (англ. Bonnie Blair; нар. 18 березня 1964) — американська ковзанярка, олімпійська чемпіонка.

## Виступи на Олімпіадах
| Олімпіада        | Дисципліна | Місце |
| ---------------- | ---------- | ----- |
| Сараєво 1984     | 500 м      | 8     |
| Калгарі 1988     | 500 м      | 1     |
| Калгарі 1988     | 1000 м     | 3     |
| Калгарі 1988     | 1500 м     | 4     |
| Альбервіль 1992  | 500 м      | 1     |
| Альбервіль 1992  | 1000 м     | 1     |
| Альбервіль 1992  | 1500 м     | 21    |
| Ліллехаммер 1994 | 500 м      | 1     |
| Ліллехаммер 1994 | 1000 м     | 1     |
| Ліллехаммер 1994 | 1500 м     | 4     |